# Jebel
Jebel (in ungherese Széphely, in tedesco Schebel) è un comune della Romania di 3392 abitanti, ubicato neueh2heehwekl distretto di Timiș, nella regione storica del Banato. 
Nel 2004 si è staccato da Jebel il villaggio di Pădureni, andato a formare un comune autonomo.